# Nati nel 1655
| Questa pagina contiene informazioni ricavate automaticamente dalle voci biografiche con l'ausilio del template Bio e di un bot. L'aggiornamento è periodico e automatico e ricostruisce completamente la pagina. Se manca una persona in questa lista, sei pregato di non aggiungerla, ma accertati piuttosto che la sua voce biografica contenga il template Bio e che i dati anagrafici siano correttamente compilati. Se il template Bio manca, inseriscilo tu stesso o, in alternativa, metti l'avviso {{tmp\|Bio}} che ne segnala la mancanza. Se i dati riportati sono sbagliati, correggi direttamente la voce biografica; le modifiche saranno visibili in questa lista entro pochi giorni. Per chiarimenti vedi il progetto biografie. La lista contiene solo le 89 persone che sono citate nell'enciclopedia e per le quali è stato implementato correttamente il template Bio. Pagina aggiornata al 10 ago 2025. |

## Gennaio(7)
- 1º gennaio - Christian Thomasius, giurista e filosofo tedesco († 1728)
- 6 gennaio - Eleonora del Palatinato-Neuburg († 1720)
- 6 gennaio - Niccolò Comneno Papadopoli, storico, giurista e teologo italiano († 1740)
- 11 gennaio - Henry Howard, VII duca di Norfolk, nobile e militare inglese († 1701)
- 16 gennaio - Bernard de Montfaucon, monaco cristiano, paleografo e archeologo francese († 1741)
- 21 gennaio - Antonio Molinari, pittore italiano († 1704)
- 27 gennaio - Henri de Nesmond, arcivescovo cattolico francese († 1727)

## Febbraio(7)
- 7 febbraio - Jean-François Regnard, poeta e commediografo francese († 1709)
- 12 febbraio - Anna Isabella Gonzaga, nobile italiana († 1703)
- 14 febbraio - Jacques-Nicolas de Colbert, arcivescovo cattolico francese († 1707)
- 15 febbraio - Augusto di Sassonia-Merseburg, nobile († 1715)
- 16 febbraio - Carlo Emilio di Brandeburgo, principe († 1674)
- 17 febbraio - Giovanni Battista Ghirardini, pittore italiano († 1723)
- 18 febbraio - Pietro Giovanni Guarneri, artigiano, liutaio e musicista italiano († 1720)

## Marzo(3)
- 4 marzo - Fra Galgario, pittore italiano († 1743)
- 16 marzo - Charles de Sainte-Maure, marchese d'Augé, ammiraglio francese († 1744)
- 19 marzo - Giuseppe Zambeccari, anatomista italiano († 1728)

## Aprile(3)
- 8 aprile - Luigi Guglielmo di Baden-Baden († 1707)
- 24 aprile - Antoine Crozat, imprenditore francese († 1738)
- 25 aprile - Rinaldo d'Este, duca italiano († 1737)

## Maggio(7)
- 4 maggio - Bartolomeo Cristofori, cembalaro, organaro e liutaio italiano († 1732)
- 9 maggio - Jacques Blondeau, incisore fiammingo († 1698)
- 9 maggio - Giorgio Maria Martinelli, religioso italiano († 1727)
- 13 maggio - Papa Innocenzo XIII, papa, arcivescovo cattolico e cardinale italiano († 1724)
- 22 maggio - Cleria Cesarini, nobildonna italiana († 1735)
- 26 maggio - Vincenzo Grimani, cardinale, diplomatico e librettista italiano († 1710)
- 28 maggio - Eleonora Margherita di Schleswig-Holstein-Sonderburg-Wiesenburg, nobildonna tedesca († 1702)

## Giugno(3)
- 4 giugno - Tommaso da Cori, presbitero italiano († 1729)
- 12 giugno - Ernesto di Sassonia-Hildburghausen, duca († 1715)
- 20 giugno - Vittoria Montecuccoli Davia, nobildonna italiana († 1703)

## Luglio(3)
- 7 luglio - Christoph Dientzenhofer, architetto tedesco († 1722)
- 29 luglio - Fulvio Astalli, cardinale e vescovo cattolico italiano († 1721)
- 29 luglio - Daniele Sansoni, vescovo cattolico e avvocato italiano († 1725)

## Agosto(8)
- 5 agosto - Fra Santo di San Domenico, religioso italiano († 1728)
- 8 agosto - Michelangelo Tilli, medico e botanico italiano († 1740)
- 10 agosto - Lorenzo Vaccaro, scultore, architetto e pittore italiano († 1706)
- 13 agosto - Johann Christoph Denner, tedesco († 1707)
- 16 agosto - Paolo Callalo, scultore italiano († 1725)
- 16 agosto - Federico Cristiano di Schaumburg-Lippe, sovrano († 1728)
- 20 agosto - Carlo Antonio Grue, ceramista italiano († 1723)
- 23 agosto - Filippo di Borbone-Vendôme, nobile francese († 1727)

## Settembre(8)
- 2 settembre - Andries Pels, banchiere olandese († 1731)
- 7 settembre - Ferdinand August von Lobkowicz, nobile e diplomatico ceco († 1715)
- 10 settembre - Caspar Bartholin il Giovane, anatomista danese († 1738)
- 12 settembre - Sébastien de Brossard, compositore, teorico musicale e musicologo francese († 1730)
- 22 settembre - Paolo Pagani, pittore italiano († 1716)
- 27 settembre - Domenico Guglielmini, matematico, chimico e medico italiano († 1710)
- 29 settembre - Giovanni Ferdinando di Auersperg, nobile austriaco († 1705)
- 30 settembre - Charles III de Rohan-Guéméné, nobile francese († 1727)

## Ottobre(2)
- 4 ottobre - Franz Lothar von Schönborn, arcivescovo cattolico tedesco († 1729)
- 20 ottobre - Agostino Cusani, cardinale e arcivescovo cattolico italiano († 1730)

## Novembre(8)
- 1º novembre - Ferdinando Kettler, nobile lettone († 1737)
- 8 novembre - Filippo Tancredi, pittore italiano († 1722)
- 15 novembre - Francesco Antonio Giorgioli, pittore svizzero († 1725)
- 15 novembre - Charles-Gaspard-Guillaume de Vintimille du Luc, arcivescovo cattolico francese († 1746)
- 16 novembre - Alessandro Gherardini, pittore italiano († 1727)
- 22 novembre - Andrea Santacroce, cardinale e arcivescovo cattolico italiano († 1712)
- 24 novembre - Carlo XI di Svezia, sovrano svedese († 1697)
- 25 novembre - Amalia di Nassau-Dietz, principessa tedesca († 1695)

## Dicembre(2)
- 14 dicembre - Filippo d'Assia-Philippsthal († 1721)
- 31 dicembre - Miklós Antal Esterházy, vescovo cattolico ungherese († 1695)

## Senza giorno specificato(28)
- Michel-Jean Amelot de Gournay, diplomatico francese († 1724)
- Alessandro Tommaso Arcudi, scrittore e letterato italiano († 1718)
- Pierre Cailleteau, architetto francese († 1724)
- Tommaso Carapella, musicista italiano († 1736)
- Bernardo di Cariñena, arcivescovo cattolico spagnolo († 1722)
- Martin Charbonnier, architetto del paesaggio francese († 1720)
- Angelo Costantini, attore teatrale e scrittore italiano († 1729)
- Gottfried Finger, compositore ceco († 1730)
- Andrew Fletcher, politico scozzese († 1716)
- Hacı Halil Pascià, politico e militare ottomano († 1733)
- Dominik Andreas I von Kaunitz, nobile, diplomatico e politico austriaco († 1705)
- Gregorio Lazzarini, pittore italiano († 1730)
- Antonio Lorenzini, pittore e incisore italiano († 1740)
- Marchiò Molziner, scultore austriaco
- Mustafa Naima, storico ottomano († 1716)
- Antonio Palomino, pittore, storico dell'arte e biografo spagnolo († 1726)
- Gaetano Patalano, scultore italiano
- Carlo Pisani, ammiraglio italiano († 1740)
- Jacques-Charles Poncet, medico e esploratore francese († 1706)
- Radu Popescu, storico rumeno († 1729)
- Gaudenzio Roberti, teologo italiano († 1695)
- Jacques Eléonor Rouxel de Grancey, generale francese († 1725)
- Anton Sepp, gesuita italiano († 1733)
- William Stanley, IX conte di Derby, nobile inglese († 1702)
- Adriaen Verwer, giurista e mercante olandese († 1717)
- Giovanni Battista Vivaldi, violinista italiano († 1736)
- Zumbi, rivoluzionario brasiliano († 1695)
- Charles Belgique Hollande de La Trémoille, nobiluomo francese († 1709)